# محمد أبو صعيليك
محمد أبو صُعَيلِيك (1381- 1445 هـ/ 1962- 2024م) عالم في الحديث النبوي الشريف أردُنِّي، من أهل الفقه والعقيدة، باحث ومحقِّق، وداعية واعظ، وإمام خطيب، وأستاذ جامعي. مدير معهد الملك عبد الله الثاني لإعداد الدعاة وتأهيلهم وتدريبهم بالوكالة. وعضو لجنة تدقيق المُصحَف في وِزارة الأوقاف الأردنية، وعضو لجنة توعية الحُجَّاج، ومن مؤسسي جمعية الحديث الشريف الأردنية.

## ولادته وتحصيله
وُلد أبو عمر، محمد بن عبد الله بن أحمد أبو صُعَيليك في عمَّان، يوم الأربعاء 21 ذي القَعْدة 1381هـ الموافق 25 أبريل 1962م. وأسرة أبو صعيليك من أسَر بئر السَّبع في فلسطين.
درس في كلية الشريعة بالجامعة الأردُنِّية، وحصل منها على شهادة الإجازة (بكالوريوس) في أصول الدين، سنة 1985م، بتقدير جيد جدًّا. ومن زملائه فيها الأستاذ الدكتور جمال أبو حسان. ثم حصل من الكلية نفسها على شهادة (ماجستير) في علم الحديث، سنة 1989م بتقدير ممتاز، عن رسالته "زوائد ابن حِبَّان دراسة ونقد"، بإشراف الدكتور همَّام سعيد، ومناقشة الدكتور سلطان العكايلة. ثم نال شهادة (دكتوراه) في علم الحديث من جامعة العلوم الإسلامية العالمية في عمَّان، سنة 2012م، بتقدير امتياز، عن أطروحته "تعليل الحديث عند الحاكم النَّيسابوري في كتاب المُستدرَك"، بإشراف الدكتور محمد عيد الصاحب، ومناقشة الدكتور عبد الكريم الوريكات.

## أعماله ووظائفه
ابتدأ حياته العملية باحثًا ومحقِّقًا في مكتبة المنار بمدينة الزرقاء الأردُنِّية من سنة 1985 إلى سنة 1989م. ثم عُيِّن كبيرَ الباحثين في "موسوعة الحديث النبوي الشريف ورجاله" التابعة لجمعية الدراسات والبحوث الإسلامية في الأردن، وعضوًا في لجنة التفسير وعلوم القرآن في الموسوعة.
وعمل مدرِّسًا للعلوم الشرعية في الكلِّية الوطنية في عمَّان، من سنة 1990 إلى 1991م، ثم مدرِّسًا للعلوم الشرعية في الكلِّية العربية في عمَّان من سنة 1995 إلى 2002م. ودرَّس موادَّ علم الحديث في الجامعة الأردُنِّية، وجامعة العلوم الإسلامية، وجمعية الحديث الشريف، وجمعية المحافظة على القرآن الكريم.
وعمل إمامًا وواعظًا في وِزارة الأوقاف الأردُنِّية من سنة 1991 إلى 2003م، من ذلك عمله إمامًا وخطيبًا في مسجد جعفر الطيَّار في حيِّ الطفايلة. ثم باحثًا في دائرة الإفتاء من سنة 2003 إلى 2007م. وكلِّف رئاسةَ قسم المواقيت في وِزارة الأوقاف من سنة 2007 إلى 2008م، ورئاسة القسم الفنِّي في معهد الملك عبد الله الثاني لإعداد الدعاة وتأهيلهم وتدريبهم من سنة 2008 إلى 2013م، ثم عمل مساعدًا لمدير المعهد من 2013 إلى 2018م، ثم مديرًا للمعهد بالوكالة.
وأسهم في تأسيس جمعية الحديث الشريف وإحياء التراث الأردُنِّية، وكان عضوًا في لجنة تدقيق المُصحَف في وِزارة الأوقاف عدَّة سنوات، وعضوًا في لجنة توعية الحُجَّاج عدَّة سنوات، ومفتيًا لبعثة الحجِّ الأردُنِّية في مِنى في سنتي 2012 و2013م، ومفتيًا في موقع إسلام أونلاين عدَّة سنوات. وشارك في عدد من المؤتمرات والندَوات العلمية.

## كتبه وآثاره
صنَّف أكثر من أربعين كتابًا ما بين تأليف وتحقيق، من أبرزها:

### في التأليف
1. جهود المعاصرين في خدمة السنَّة المشرَّفة، دار القلم بدمشق، 1995م.
2. تعليل الحديث عند الإمام أبي عبد الله الحاكم النيسابوري في كتابه المستدرك على الصحيحين، دار الفاروق بعمَّان، 2017م.
3. زوائد ابن حِبَّان: دراسة ونقد، دار النور المبين للنشر بعمَّان، 2013م.
4. كتب الزوائد: نشأتها أهميتها وسبل خدمتها، دار القلم بدمشق.
5. دراسة متقدمة في علم العلل، بالاشتراك مع الدكتور عبد ربه أبو صعيليك، دار الرياحين.
6. تجديد علم علل الحديث.
7. الواضح في فنِّ التخريج ودراسة الأسانيد، بالاشتراك مع تسعة باحثين، دار الحامد للنشر والتوزيع، 2018م.
8. أبحاث في السنَّة المشرَّفة، هل شيوخ أبي داود كلهم ثقات، المستشارون للنشر والتوزيع.
9. الأحاديث النبوية المبشِّرة بنصر الإسلام والمسلمين، الأكاديميون للنشر والتوزيع بعمَّان، 2005م.[7]
10. ابن حزم وآراؤه في علوم القرآن الكريم والتفسير، مؤسسة الرسالة ببيروت.
11. تفسير سورة الأنعام، بالاشتراك مع إبراهيم محمد العلي، دار النفائس بعمَّان، 1992م.
12. الظلال بين القَبول والرد، ونظرة في آراء ناقدي الظلال (في ظلال القرآن)، دار الفاروق بعمَّان.
13. الأمل وأثرُه في حياة الأمَّة، سلسلة كتب قيِّمة، دار القلم بدمشق، 2002م.
14. فقه الابتلاء، دار البيارق، 1999م.
15. فقه خُطبة الجمعة، دار الفرقان للنشر والتوزيع، 1996.
16. فقه النصيحة، دار النفائس بعمَّان، 1995م.
17. مسائل فقهية للنقاش: خمسون مسألة فقهية، دار الرازي، 2002م.
18. موعِد إمساك الصائم وإفطاره، الدار الشامية بعمَّان.
19. النصيحة في الكتاب والسنَّة.
20. دراسات في الفكر والدعوة.
21. حثُّ العاملين للإسلام على العمل.
22. دور العلامة حُسني جرَّار في تقرير إسلامية قضية فلسطين وتاريخها.[8]
23. الحَبَشي وأفكارُه.
24. العقيل المؤرِّخ.
25. محمد بن إسحاق: إمام أهل المغازي والسير، سلسلة أعلام المسلمين (53).
26. الإمام محمد بن حِبَّان البُسْتي: فيلسوف الجرح والتعديل، سلسلة أعلام المسلمين (54).
27. الإمام ابن حزم: إمام أهل الأندلس، سلسلة أعلام المسلمين (58).
28. أبو سعيد الخُدْري: صاحب رسول الله ومفتي المدينة في زمانه، سلسلة أعلام المسلمين (73).
29. تخريج كتاب أحكام العبادات للبيانوني.
30. الماء بين الترشيد والتبديد.[1]

### في التحقيق
1. تفسير ابن إسحاق: جمع وترتيب، مؤسسة الرسالة ببيروت، 1996م.
2. السيرة النبوية، لابن هشام: تحقيق وتخريج، بالاشتراك مع الدكتور همَّام عبد الرحيم سعيد.
3. شرح الخُشَني على السيرة: تحقيق وتخريج، بالاشتراك مع الدكتور همَّام عبد الرحيم سعيد.
4. قواعد الأحكام في مصالح الأنام، للعز بن عبد السلام، دار عمَّار بعمَّان.
5. مختصر كتاب قيام الليل، لمحمد بن نصر المَرْوَزِي، اختصره أحمد بن علي المقريزي، بالاشتراك مع إبراهيم محمد العلي، مكتبة المنار بعمَّان.
6. مختصر كتاب قيام رمضان، لمحمد بن نصر المَرْوَزِي، اختصره أحمد بن علي المقريزي، بالاشتراك مع إبراهيم محمد العلي، مكتبة المنار بعمَّان، 1993م.
7. مختصر كتاب الوتر، لمحمد بن نصر المَرْوَزي، اختصره أحمد بن علي المقريزي، بالاشتراك مع إبراهيم محمد العلي، مكتبة المنار بعمَّان.
8. رسالة حياة الأنبياء، للبيهقي، بالاشتراك مع إبراهيم محمد العلي، راجعه وقدَّم له د. عمر سليمان الأشقر، دار النفائس بعمَّان.
9. رسالة إنباء الأذكياء بحياة الأنبياء، للسُّيوطي، بالاشتراك مع إبراهيم محمد العلي، راجعه وقدَّم له د. عمر سليمان الأشقر، دار النفائس بعمَّان.[6]
10. نور اليقين في سيرة سيد المرسلين، لمحمد الخُضَري، دار المنار بالزرقاء.

ونُشرت مقالاته في عدد من المجلات والصحف، منها: مجلة الهدي الإسلامي، والجذور، والحكمة، وصحيفة السبيل، والدستور. ونُشر له في شبكة الألوكة مقالة بعنوان "زهير الشاويش في ذمَّة الله".

## صفاته وشمائله
- وصفته وكالة الأردن نيوز في نعيها إيَّاه بقولها: «الدكتور محمد أبو صعيليك صاحب العلم والخلق والفضل في نشر العلم، وبالأخص علم الحديث، تتلمذ على يديه في مجالسه ومحاضراته وندَواته الكثير من الأساتذة والمشايخ والمدرِّسين والقضاة».[10]
- وشهد له شيخه الدكتور شرف القضاة قائلًا: «الدكتور محمد أبو صعيليك أحدُ طلابي المتفوِّقين في البكالوريوس والماجستير. وقد كان من خيرة العلماء؛ دينًا وخلقًا وعلمًا. وله العديد من الكتب والأبحاث».[11]
- وأفاض زميلُ دراسته الأستاذ الدكتور جمال أبو حسان في ذِكر خصاله الحميدة، ومن ذلك قوله: «كان زميلنا الدكتور محمد أبو صعيليك أيام دراستنا الجامعية المرجعَ الحقيقي في معرفة المصادر والمراجع؛ قديمها وحديثها للطلاب وكثير من الأساتذة في الوقت نفسه، كان الدكتور محمد رحمه الله من الطلاب المهتمِّين بعلم الحديث حتى كان أحدَ مؤسسي جمعية الحديث في الأردن، إلا أنه لم يقتصر على هذا الاختصاص فبرعَ في الفقه والعقيدة إلى جانب الحديث، وهو من القلائل في بلدي الذين جمعوا بين الفقه والحديث بدرجة عالية. وكان رحمه الله متواضعًا خلوقًا أديبًا لم تؤثِّر فيه الدنيا، ولم يَثْنه علمُه عن الإنصات لكل سائل في العلم، ولم أعرف عنه غِلظةً في الجواب، فلقد كان متواضعًا في كل شيء، وعلى دماثة في الخُلق وحُسن في السَّمت والمعاملة وطِيب المعشر. وكان إذا غضب سرعان ما يرجع إلى سَمْته المتواضع، ولم يكن يحمل على أحد، بل كانت طبيعة حياته الحوار الهادئ والمناقشة الجادَّة في تقرير المسائل. كان واعيًا لما يدور في المجتمع وكان على دراية كبيرة بأهل التخصُّص خصوصًا، ليس في الأردن وحدَها بل في العالم الإسلامي. وكان واعيًا أيضًا بأحوال الناس في المجتمع، مُدركًا لما يستجدُّ فيه. مع ذلك كله كان جريئًا في الحقِّ ولا يخشى فيه أحدًا من البشر، وكان رحمه الله شديدَ الإنكار على من انحرف عن المنهج الرسالي في الدعوة إلى الله تعالى، لا يُداهن في هذا الجانب أحدًا، ولا يتكلَّم إلا عن علم ومعرفة».[12]
- وقال عنه زميلُه د. رشاد زيد الكيلاني: «كتب الله لي زمالتَه سنين معدودات في معهد الملك عبد الله الثاني لإعداد الدعاة وتأهيلهم وتدريبهم، عرفته من قُرب أخًا محبًّا ناصحًا، ومعلِّمًا موجِّهًا مربِّيًا محدِّثًا يحمل همَّ الأمَّة دومًا».[13]
- وأشاد بفضله الدكتور بشار شريف فقال: «عرَفت محمد أبو صعيليك في مدَّة وجيزة، قدَّمت معه فيها عدَّة حلَقات من برنامج "فتاوى" في إذاعة "حياة FM" قبل سنوات، في أثناء سفر الدكتور إبراهيم الجرمي صاحب البرنامج. وفي هذه الحلَقات وجدت أنني أمام رجل باحث واسع الاطِّلاع، إضافة إلى أدبه الجم، وتواضعه الشديد».[14]
- وأثنى عليه تلميذُه الدكتور حذيفة بن صلاح الخالدي قائلًا: «ما عرَفنا شيخنا أبو صعيليك إلا غيورًا على أمَّة الإسلام، باذلًا النُّصح لها، محبًّا للمجاهدين والصالحين، متبرِّئًا من الظالمين وأعداء الدين، وعاش حياته في العلم وبين أروقة الكتب».[15]
- ووصفه الأستاذ عبد الله فرج الله بقوله: «كان عالمًا عاملًا، وفقيهًا ميسِّرًا، وداعيةً متواضعًا. عرَفناه عن قُرب، وعرَفنا فيه الزهد والغَيرة على دين الله، والحماسة في ميادين الدعوة إلى الله، والنشاط في طلب العلم وتعليمه، والهمَّة العالية في الكتابة والتأليف».[16]

## وفاته ونعيه
توفي محمد أبو صعيليك صباح الثلاثاء 23 رمضان 1445هـ الموافق 2 أبريل (نَيْسان) 2024م، وصُلِّيَ عليه بعد صلاة العصر في مسجد (الحُسنَيَين) في مِنطقة جاوا في عمَّان، ودُفن بمقبرة سَحاب في عمَّان.
ونعَتْه هيئة علماء المسلمين في العراق، ووكالة الأردن نيوز، وكثير من الهيئات وأهل العلم.